# Paris Nord Sud
Pour plus de détails, voir Fiche technique et Distribution.
Paris Nord Sud est un film français réalisé par Franck Llopis et écrit par Maryline Mahieu dont l'interprétation est notamment assurée par Aurélien Recoing, Laurent Ournac et Yvon Martin. Son année de production est 2006.

## Synopsis
Syriak, Justin et David se rencontrent par hasard devant un plan de Paris à la gare d'Austerlitz. Justin sort de prison. David vient se faire hospitaliser à Paris et Syriak vient d'être mis à la porte par sa femme. Ils n'ont a priori rien en commun si ce n'est une profonde détresse sur le plan humain et trois valises identiques...
Un malaise de David et des valises échangées par inadvertance seront les pierres d'angles de leur histoire. En effet, pour David, Paris ressemble à un cerveau humain, et Montmartre se situe à l'endroit exact de sa tumeur au cerveau.
Si l'intégrité est une vertu de l'âme humaine et si celle-ci loge dans le cerveau, et si celui-ci à la forme de Paris, quoi de plus naturel qu'une traversée de Paris pour se découvrir et s'enrichir sur le plan personnel ?

## Fiche technique
- Titre : Paris Nord Sud
- Réalisation : Franck Llopis
- Scénario : Maryline Mahieu
- Musique : Yves de Bujadoux
- Photographie : Marc Romani
- Montage : Muriel Douvry et Pascal Simonpietri
- Production : Julien Auger-Ottavi et Marc-André Brunet
- Société de production : Hector Films, Les Films à Fleur de Peau, Cinémalux et Cerf-Volant
- Société de distribution : Les Films à Fleur de Peau (France)
- Pays :  France
- Genre : comédie
- Durée : 82 minutes
- Date de sortie : 
  - France : 3 décembre 2008

## Distribution
- Aurélien Recoing : Justin
- Laurent Ournac : Syriak
- Yvon Martin : David
- Jean-François Dérec : Claude
- Andrée Damant : Manon
- Julie Durand : Dominique
- Cécile Calvet : Une femme d'affaires
- Marie Chevalier : La jeune femme de la fin